# George Boole
George Boole (Lincoln, Anglia, 1815. november 2. – Ballintemple, Írország, 1864. december 8.) angol matematikus és filozófus. Boole munkássága sokáig viszonylag ismeretlen volt, és nem tulajdonítottak nagy gyakorlati jelentőséget neki. Körülbelül hetven évvel halála után Claude Shannon kezdett el a Boole-algebrával foglalkozni és neki köszönhető, hogy a jóval a kora előtt járó tudós munkássága közismertté vált.

## Élete
George Boole édesapja nem túl gazdag, de tanulni vágyó és nyitott elméjű kereskedő volt. Mivel különösen érdekelte a matematika és a logika, az apa adta az első leckéket a fiának, de George Boole különleges matematikai tehetsége ebben az életkorban még nem jelentkezett. Eleinte a klasszikusokat kedvelte, és tizenhét éves koráig nem foglalkozott magasabb matematikával. Körülbelül tizenhat éves korában segédtanító lett egy doncasteri iskolában, és élete végéig a tanári pályán maradt. Tanított Lincolnban, Waddingtonban, majd 1849-ben kinevezték első matematikaprofesszornak a corki Queen's College-ba. 1855-ben feleségül vette Miss Mary Everestet (George Everest unokahúgát), aki később mint Mrs. Boole, több hasznos tankönyvet írt a férje tanaival kapcsolatban.
Az első megjelent cikke a "Theory of Analytical Transformations" (Analitikus transzformációk elmélete) címet viselte, és a Cambridge Mathematical Journal-ban nyomtatták ki 1839-ben. A cikk kapcsán hosszas barátság alakult ki Boole és D.F. Gregory, a lap szerkesztője között, mely ez utóbbinak az 1844-ben bekövetkezett haláláig tartott. Boole körülbelül 50 cikket írt különböző lapokba, és csak két rendszerező jellegű könyve jelent meg életében: a Treatise on Differential Equations (Értekezés a differenciálegyenletekről) című 1859-ben jelent meg, ezt követte egy évvel később a Treatise on the Calculus of Finite Differences.
Boole-t sokat foglalkoztatta a logika formalizálásának gondolata, de csak 1847 tavaszán fejtette ki elméletét a Mathematical Analysis of Logic című írásban. Utóbb ezt a munkát elsietettnek és tökéletlennek tekintette és azt kívánta, hogy a munkásságát a sokkal alaposabb An Investigation of the Laws of Thought, on which are founded the Mathematical Theories of Logic and Probabilities (1854) alapján ítéljék meg.
Boole nem tekintette a logikát a matematika ágának, ahogy azt korábbi írásának címe sugallhatná, hanem rámutatott az alapvető hasonlóságra az algebrai szimbólumok és a véleménye szerint a logika leírásában használható szimbólumok között. Boole egységes jelölést alkalmazott az elgondolható objektumokra; betűket használt a közönséges főnevek és melléknevek kiválasztásának jelölésére. Így például ha x=fehér és y=juh, akkor a két együttes kiválasztási művelet, amelyet x és y jelöl, a fehér juhok osztályát alkotja. Boole kimutatta, hogy az ilyenfajta "kiválasztási" szimbólumok ugyanazoknak az elemi törvényeknek vannak alárendelve, mint az algebrai szimbólumok, ahonnan az következett, hogy összeadást, kivonást, szorzást, sőt osztást lehetett végezni velük, majdnem ugyanúgy, mint a számokkal. Így (1 - x) jelöli azt a műveletet, hogy mindent kiválasztunk a fehér objektumok kivételével, más szóval, az összes nemfehér dolgot; és az (1 - x) (1 - y) eredménye az összes olyan objektum, amely se nem fehér, se nem juh. Az ehhez hasonló szimbólumok használatával az állításokat egyenletté lehetett egyszerűsíteni, és a premisszákból való következtetést algebrai átalakítások segítségével lehetett elvégezni.
Boole-nak öt lánya született:
- Mary, aki Charles Howard Hinton matematikushoz ment feleségül
- Margaret, akinek a fia (Geoffrey Ingram Taylor) szintén matematikus lett és az Orosz Tudományos Akadémia tagja
- Alicia, matematikus
- Lucy, vegyész
- Ethel Lilian, aki a lengyel tudós-forradalmár Voynichhoz ment feleségül és Ethel Lilian Voynich néven vált ismert íróvá.

## Tudományos jelentősége
Boole munkáját William Stanley Jevons, Augustus De Morgan, Charles Peirce és William Ernest Johnson folytatták és egészítették ki.
Boole munkássága viszonylag ismeretlen volt, és úgy tűnt, hogy nincs gyakorlati jelentősége. Körülbelül hetven évvel Boole halála után Claude Shannon bukkant rá a Boole-algebrára, amikor filozófiát tanult. Shannon doktori értekezése arról szólt, hogyan lehet a Boole-algebra (informatika)Boole-algebra segítségével optimizálni az elektromechanikus relék rendszerének a tervezését. Ezenkívül azt is bebizonyította, hogy ezekkel az áramkörökkel Boole-algebrai feladatokat is meg lehet oldani. Az elektromos kapcsolók tulajdonságainak használata a logikai műveletekhez az alapja az egész modern számítástechnikának. Így Boole, Shannon közreműködésével, megteremtette a digitális korszak elméleti alapjait.

### Fordítás
- Ez a szócikk részben vagy egészben  a   George Boole című angol Wikipédia-szócikk ezen változatának fordításán alapul.  Az eredeti cikk szerkesztőit annak laptörténete sorolja fel. Ez a jelzés csupán a megfogalmazás eredetét és a szerzői jogokat jelzi, nem szolgál a cikkben szereplő információk forrásmegjelöléseként.